# 扎米斯季亞 (切爾尼吉夫卡區)
47°3′40″N 36°1′58″E / 47.06111°N 36.03278°E
扎米斯蒂亞（烏克蘭語：Замістя）是位於烏克蘭東南部的村莊，由扎波羅熱州別爾江斯克區的切爾尼希夫卡市鎮負責管轄。該村處於尤尚利河左岸，分別距離博約韋1.5公里和卡利尼夫卡5公里，始建於1862年，面積1.43平方公里，海拔高度92米，2001年人口385。